# 安娜·巴羅斯
安娜·巴羅斯（葡萄牙語：Ana Barros，1993年2月16日—）是一名安哥拉手球運動員，曾代表國家參加2012年倫敦奧運的女子手球比賽，並未獲得獎牌。